# 37 Days (album)
37 Days è un album in studio della cantante statunitense Beth Hart, pubblicato nel 2007.

## Tracce
1. Good as It Gets – 3:57
2. Jealousy – 4:29
3. One Eyed Chicken – 4:52
4. Over You – 4:19
5. Sick – 4:37
6. Face Forward – 2:45
7. Soul Shine – 4:31
8. Forever Young – 4:10
9. Easy – 6:04
10. Heaven Look Down – 3:20
11. Missing You – 4:31
12. Waterfalls – 3:53
13. Crashing Down – 6:19
14. At the Bottom – 4:53